# Melanetettix clavatus
Melanetettix clavatus är en insektsart som beskrevs av Knight och Fletcher 2007. Melanetettix clavatus ingår i släktet Melanetettix och familjen dvärgstritar. Inga underarter finns listade i Catalogue of Life.